# معلقة عبيد بن الأبرص
معلقة عبيد بن الأبرص الأسدي هي قصيدة من قصائد عبيد بن الأبرص، يَعدها العرب من ضمن المعلقات العشر، نظمها على بحر مخلع البسيط. يبلغ عدد أبيات المعلقة 45 بيتًا.

## عبيد بن الأبرص
هو عبيد بن الأبرص بن عوف بن جشم الأسدي، أبو زياد، من مضر. شاعر من دهاة الجاهلية وحكمائها، وهو أحد أصحاب المجمهرات المعدودة طبقة ثانية عن المعلقات. عاصر امرؤ القيس وله معه مناظرات ومناقضات، وعمّر طويلاً حتى قتله النعمان بن المنذر وقد وفد عليه في يوم مقتله.
أخبار عبيد قليلة في المصادر، ويغلب عليها طابع الأساطير والأقاصيص الشعبية. وقد عني المستشرق السير تشارلز ليال بأخباره وشعره. فقال في مقدمة تحقيقه لديوانه: و«ليس لدينا أخبار عن تفاصيل حياة عبيد، غير ماجاء في قصائده، ومن الواضح أن الأخبار التي تروى عنه خرافية، ولاتحمل طابع الصدق». وقد جعله ابن سلام في الطبقة الرابعة من فحول العصر الجاهلي مع طرفة بن العبد وعلقمة بن عبدة وعدي بن زيد.

## المعلقة

### قصة المعلقة
كان عبيد بن الأبرص رجلا محتاجا، ولم يكن له مال، فأقبل ذات يوم ومعه غنيمة له، ومعه أخته ماوية ليورد غنمه، فمنعه رجل من بني مالك بن ثعلبة، وجبهه، فانطلق حزينًا مهمومًا لما صنع به المالكي، حتى أتى شجرات فاستظل هو وأخته تحتهن، فناما، فزعم أن المالكي نظر إليه نائما، وأخته إلى جنبه فقال:
فسمعه عبيد، فساءه، فرفع يديه نحو السماء، فابتهل، فقال: اللهم أن كان هذا ظلمني ورماني بالبُهتان فأدلني منه، ثم نام - ولم يكن قبل ذلك يقول شعرًا - فأتاه آت في المنام بكبة من شعر حتى ألقاها في فيه، ثم قال له: قُم، فقام وهو يرتجز ببني مالك، وكان يقال لهم بنو الزنية فقال:

### تعريف بالمعلقة
تُعتبر المعلقة من أشهر قصائد عبيد بن الأبرص، ذلك أن المنذر قد طلب إلى الشاعر أن يلقيها في حضرته. وقد أوردها التبريزي ضمن مجموعة (القصائد العشر). بدأها عبيدُ بذكر المنازل المقفرة وتقلّب صروف الزمان عليها، ثم انتقل إلى الحديث عن سنّة الحياة في تحوّل كل شيء، ونهاية الإنسان إلى الموت، ويستطرد في بقية القصيدة، أي في ثلاثة أرباعها، إلى وصف سفره بالنّاقة، ثم إلى وصف فرسه.
المقطع الأخير من المعلقة وصف به ابن الأبرص المعركة التي جرت بين العقاب والثعلب وانتصارها عليه. وهو وصف يكاد يعكس جفاف المطلع واتشاحه بالألوان القاتمة. وقد ذكرها ابن سيده مثلاً على "الشعر المهزول غير المؤتلف البناء". وقال ابن كناية: ولم أر أحداً ينشد هذه القصيدة على إقامة العروض. وقيل أيضاً:"كادت ألا تكون شعراً.

### أبيات من المعلقة
ثم اندفع في قول الشعر، فقال:

## وصلات خارجية
- مقطع صوتي لمعلقة عبيد بن الأبرص
- رابط يفصّل وزن القصيدة بشكل دقيق